# Acroporium subluxurians
Acroporium subluxurians är en bladmossart som beskrevs av O'shea 1998. Acroporium subluxurians ingår i släktet Acroporium och familjen Sematophyllaceae. Inga underarter finns listade i Catalogue of Life.